# 冯四知
冯四知（1911年—1984年），曾用名冯法震，男，原籍安徽庐江，生于江苏南京，中国电影摄影师，上海电影制片厂摄影师。